# Belén Maya
Pour les articles homonymes, voir Maya.
Belén Maya García (née en 1966 à New York), communément appelée Belén Maya, est une danseuse  espagnole gitane de flamenco.

## Biographie
Elle est la fille des danseurs de flamenco Mario Maya et Carmen Mora,.
Sa silhouette apparaît sur l'affiche du film Flamenco, Flamenco (2010) de Carlos Saura.